# Terrier de Parson Russell

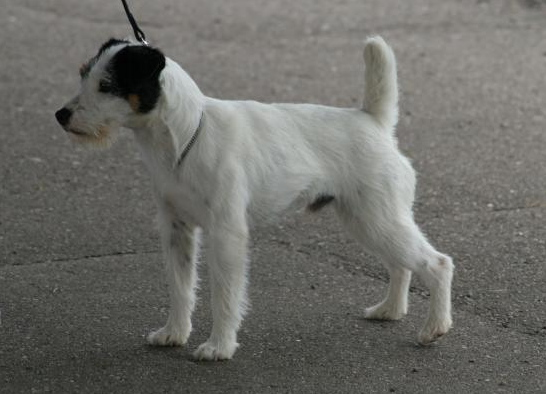
Terrier de Parson Russell

El Terrier de Parson Russell o Parson Rusell Terrier és una raça de gos del grup dels terriers, és una variant del Terrier de Jack Russell. És apte pel treball, actiu, àgil, construït per la velocitat i la resistència. Fa la impressió d'equilibri i flexibilitat en el seu conjunt. Un Terrier intrèpid i amigable. Pot tenir pèl llis o dur a condició que sigui espès i dens per protegir-lo de les inclemències del temps com ara el fred i la humitat. El seu color pot ser totalment blanc o predominantment blanc amb taques marrons, llimona o negres o qualsevol combinació d'aquests colors, preferentment les taques han d'estar limitades al capdavant i/o al naixement de la cua.

## Característiques
Mesura a la creu entre 33 i 36 cm, el seu pes aproximat és de 8 a 10 quilos i és una mica més gran en proporcions que la versió del Terrier de Jack Russell, encara que ha de ser precisat que exemplars més alts existeixen com a "Jack Russell"  en alguns clubs de treball del Regne Unit i dels Estats Units, perquè aquests clubs no formen part de la Federació Cinològica Internacional i per tant, manegen registres diferents a l'estàndard reconegut i acceptat mundialment pels 84 països membres.

## Història
El promotor d'aquesta raça, el Reverend Jack Russell, anomenat "The sporting Parson", va néixer el 1795 a Dartmouth a Devon. Sent pastor, va servir durant la major part de la seva vida a la parròquia de Swimbridge, Devon. Cavaller emèrit i gran caçador, apassionat en la cria i selecció de terriers, va ser, el 1873, un dels membres fundadors del Kennel Club al Regne Unit.
El 1863, a Birmingham, van aparèixer els exemplars que encara avui dia són considerats els pilars de la raça: Old Jock, Old Trap i Old Tàrtar.
En finalitzar la Segona Guerra Mundial aquesta raça gaudia d'una gran popularitat al continent europeu, sobretot en els mitjans de caça i cavalleria. Va ser la primera variant reconeguda del Terrier de Jack Russell anomenat com a Parson (Jack) Russell Terrier, pel Kennel Club del Regne Unit el 1990, que van publicar un estàndard formal interí. La Federació Cinològica Internacional va acceptar a títol provisional aquesta raça el 2 de juliol del 1990. El 4 de juny del 2001 aquesta raça va ser reconeguda a títol definitiu com a Parson Russell Terrier per la Federació Cinològica Internacional.

## Entrenament i exercici
L'ideal és que aquesta raça s'utilitzi per al que va ser criada: caçar, perseguir i atrapar guineus en el seu cau. Tanmateix, si això no és possible, es recomana que se'ls exerciti diàriament de manera intensa, ja que són gossos amb una dosi enorme d'energia continguda. Sortir a córrer, caminar amb bicicleta o llançar-li pilotes ajudarà a estrènyer el llaç entre el Parson i el seu amo alhora que se l'educa, gaudeix i exercita.

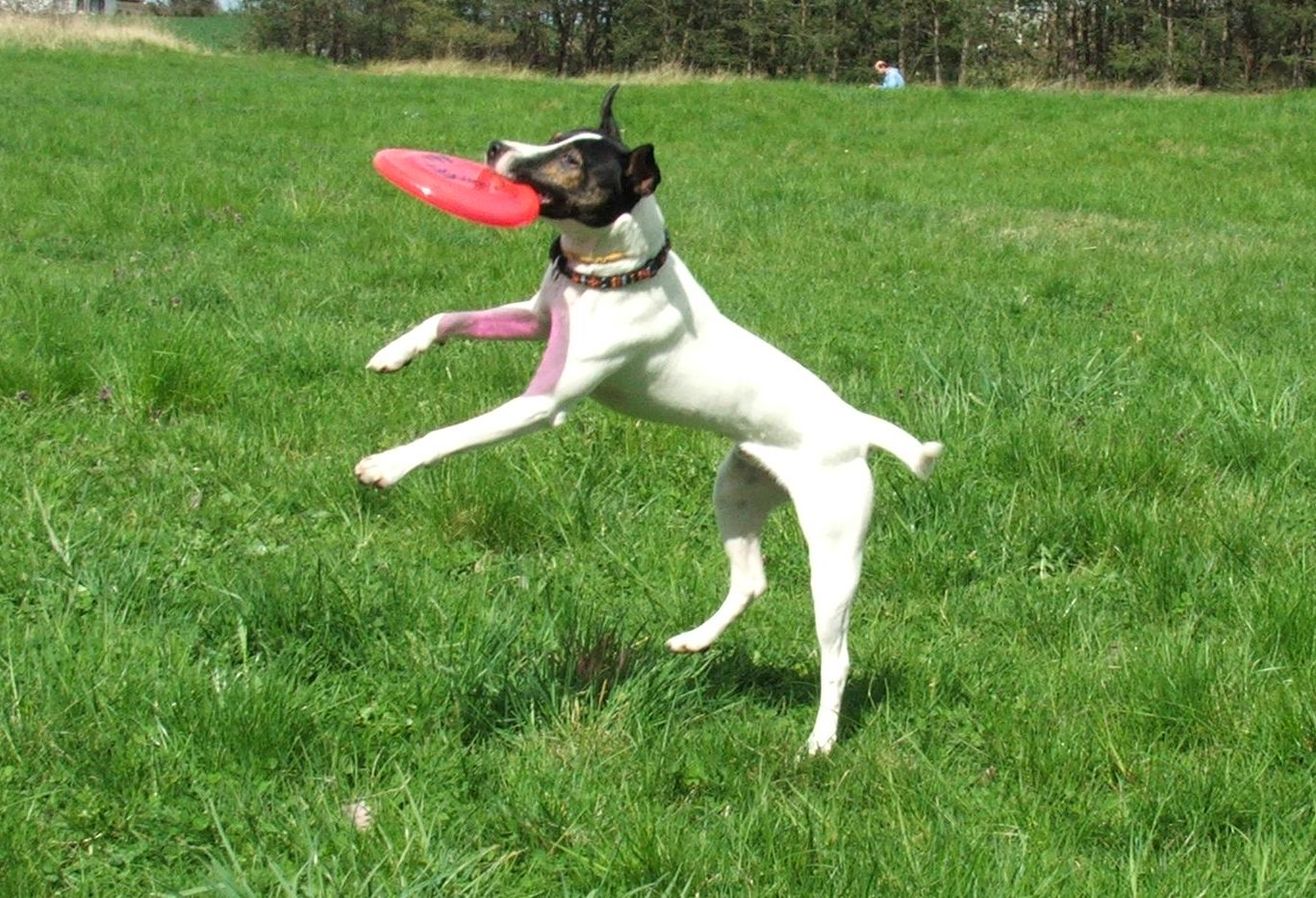
Parson Russell a la "caça" del Frisbee.

## Salut
Com el Parson Russell descendeix de la raça Fox terrier pot patir en el sistema locomotor Atàxia i mielopatia de Terrier (Atàxia hereditària) i presentar en l'ull luxació del cristall. Per reduir aquests riscos al mínim, els criadors responsables hauran de realitzar creuades només entre exemplars l'historial genealògic dels quals sigui conegut i certificat. Els mascles i femelles destinats per a reproducció periòdicament hauran de ser revisats i ser mèdicament declarats lliures d'aquests patiments.